# Кембар
Кембар (индон. Kembar, означает: «Двойной») — щитовой вулкан, находящийся на острове Суматра в Индонезии. Высота составляет 2245 м. Предположительно, последнее извержение произошло в период плейстоцена. Покрыт комплексом кратеров и конусов. На данный момент вулкан проявляет небольшую активность. Эксплозивность вулкана по шкале VEI не определена.